# Leemor Joshua-Tor
Leemor Joshua-Tor (* 1961 in Israel) ist eine israelische Molekularbiologin und Professorin am Cold Spring Harbor Laboratory.
Leemor Joshua-Tor studierte an der Universität Tel Aviv Chemie mit dem Bachelor-Abschluss und wurde am Weizmann-Institut in Rehovot in Chemie promoviert. Als Post-Doktorandin war sie am Caltech und danach am Cold Spring Harbor Labor, wo sie 1999 Associate Professor und 2005 Professor wurde. Sie ist Dekanin der Watson School of Biological Sciences. Außerdem ist sie seit 2008 Forscherin des Howard Hughes Medical Institute.
Sie befasst sich mit Enzymen, die in der Zelle an der RNA-Interferenz beteiligt sind. Mit Kollegen identifizierte sie 2004 ein Argonautenprotein (Argonaute 2) als Slicer der Messenger-RNA im RNA-induced silencing complex (RISC) und klärte die Struktur des Proteins, zunächst für die Prokaryoten-Version. Die Struktur des humanen Argonaute-2 wurde 2012 ebenfalls an ihrem Labor geklärt.
Sie befasste sich auch mit dem E1 genannten Protein, das in Papillomviren vorkommt, die Cervixkarzinom auslösen, und zu den Helikasen gehört. Sie zeigte, dass mehrere E1 einen Komplex bilden, der einen DNA-Strang durchfädelt.
Sie erhielt den Beckman Young Investigator Award und den Dorothy Crowfoot Hodgkin Award der Protein Society. 2017 wurde sie in die American Academy of Arts and Sciences und die National Academy of Sciences gewählt.

## Schriften
- mit J. J. Song, S. K. Smith, Gregory Hannon: Crystal structure of Argonaute and its implications for RISC slicer activity, Science, Band 305, 2004, S. 1434–1437, PMID 15284453.